# Molophilus (Molophilus) distifurcus
Molophilus (Molophilus) distifurcus is een tweevleugelige uit de familie steltmuggen (Limoniidae). De soort komt voor in het Neotropisch gebied.